# Tarzana
Tarzana és un districte a la Vall de San Fernando i una regió de la ciutat de Los Angeles, Califòrnia, Estats Units. El barri es troba en el lloc d'un antic ranxo, propietat de l'autor Edgar Rice Burroughs, que l'anomenà Tarzana en honor del seu personatge, l'heroi de la selva, Tarzan. Es troba envoltat per Reseda al nord, Woodland Hills a l'oest, Encino a l'est, i les Muntanyes de Santa Monica (també una part de Los Angeles) al sud. Els carrers més grans i importants del districte són Reseda Boulevard, Tampa Avenue, Wilbur Avenue, Burbank Boulevard, i Ventura Boulevard, el nucli comercial de la Vall de San Fernando.

## Educació

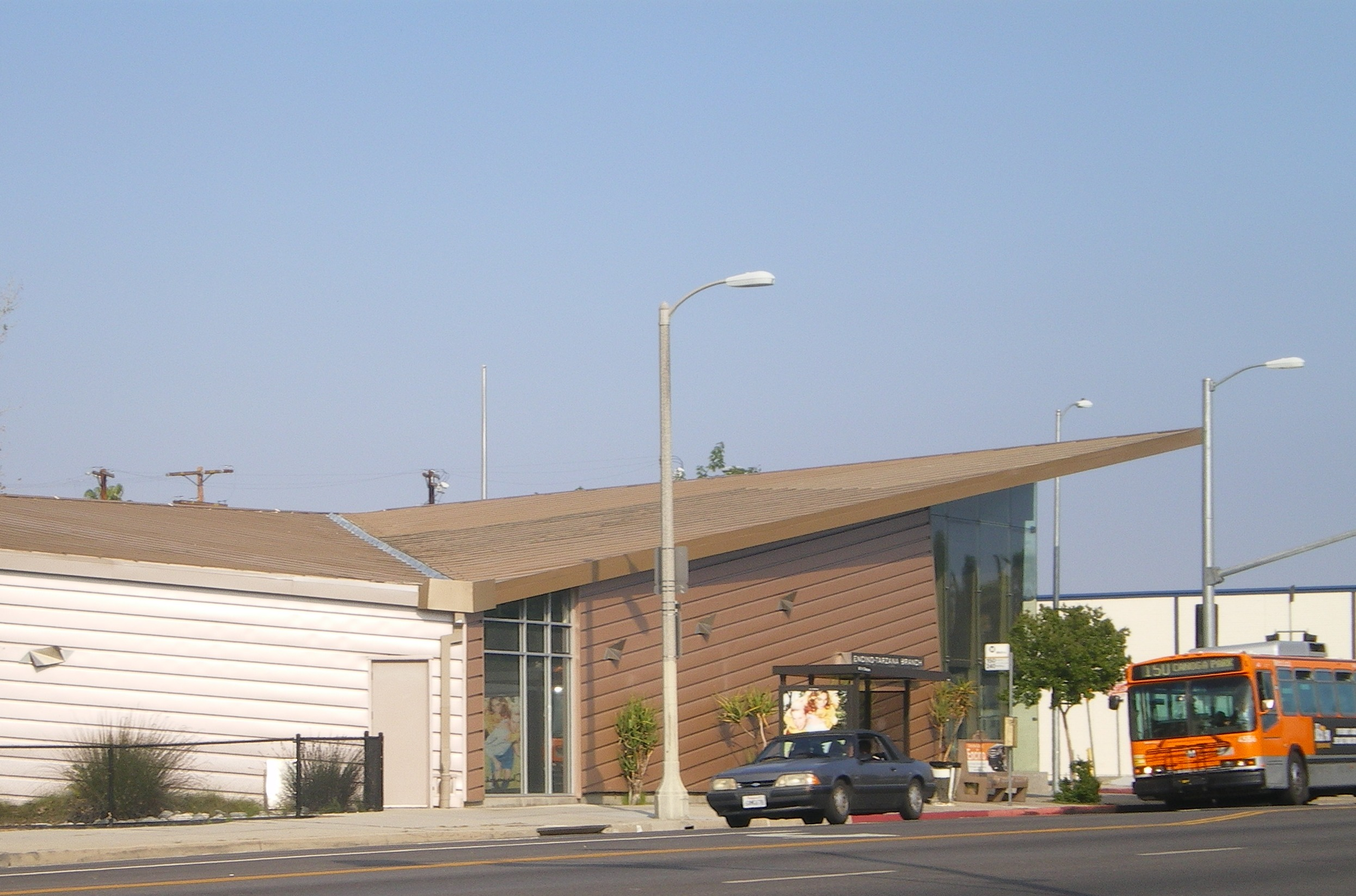
Biblioteca Sucursal Encino-Tarzana

El Districte Escolar Unificat de Los Angeles (LAUSD) gestiona les escoles públiques del districte. L'Escola Preparatòria Birmingham Charter serveix com a principal centre educatiu de Tarzana.
La Biblioteca Pública de Los Angeles gestiona la Biblioteca Sucursal Encino-Tarzana, la qual se troba al Ventura Boulevard.

## Parcs i llocs de lleure
The Tarzana Recreation Center es troba a Tarzana. El centre té un gimnàs que també fan servir com a auditori, té capacitat per a unes 600 persones. El parc té barbacoes, camps de beisbol, de bàsquet i un parc per als nens.